# Autovía C-59
La carretera C-59 es una carretera de la Red Básica Primaria de Cataluña que une el Vallés Oriental con el Moyanés, atravesando estas dos comarcas, además de la del Vallés Occidental, en Palau-solità i Plegamans y Santa Perpetua de Moguda.
Con una longitud de 160,3 km, comienza en la C-33, en el término municipal de La Llagosta, desde donde arranca hacia el noroeste. Atraviesa brevemente un extremo del término municipal de Mollet del Vallés, atraviesa la C-17 y la N-152a, y enseguida entra en el de Santa Perpetua de Moguda, que atraviesa de sureste a noroeste. Atraviesa el E-15 - AP - 7, y se va decantando hacia el norte entre los polígonos industriales de Santa Perpetua de Moguda y el pueblo rural de Gallecs, que queda a levante. Al poco entra en el término de Palau de Plegamans, que atraviesa de sur a norte por el lado de levante del término; hacia la mitad de su recorrido por este término, atraviesa el enclave del Lago de Gallecs, perteneciente al término municipal de Moncada y Reixach, donde se encuentra con la carretera C-155. Hacia el final de su paso por el Palau de Plegamans, encuentra la carretera B-143, que sale hacia el sur para entrar en el pueblo de Palau-solità.
A continuación entra en el término de Caldas de Montbui, que también atraviesa de sur a norte. Deja hacia poniente la carretera BV-1424 y después, ya en Caldas de Montbui, la C-1415b. Rebasa toda esta población por el lado este, y, cada vez haciendo más curvas, sube en dirección a San Felíu de Codinas. Antes, sin embargo, hace un trozo de terminal entre Caldas de Montbui y Bigas, hasta que en lo alto entre en el término de San Feliú de Codinas. Atraviesa, siempre de sur a norte, este último término, y en el Coll de Poses entra en el término de San Quirico Safaja, poco después del lugar de donde sale hacia levante la carretera C-1413b.